# Stacy Woodard
Stacy Woodard ([ˈwʊdɑːrd] ; * 11. Juni 1902 in Salt Lake City, Utah; † 27. Januar 1942 in New York City, New York) war ein US-amerikanischer Filmproduzent, Filmregisseur, Filmeditor, Kameramann und Drehbuchautor, der bei der Oscarverleihung 1935 den Oscar für den besten Kurzfilm erhielt.

## Leben
Woodard war zunächst als Kameramann bei King Kong und die weiße Frau (1933) tätig. Er erhielt zusammen mit seinem jüngeren Bruder Horace Woodard 1935 für City of Wax (1934) den Oscar für den besten Kurzfilm.
Weitere Filme, an denen er als Produzent, Regisseur, Editor, Kameramann oder Drehbuchautor beteiligt war, waren die zumeist dokumentarischen Kurzfilme Born To Die (1934), Neptune Mysteries: The Struggle to Live Series (1935), Fang and Claw (1935) und Adventures of Chico (1938).
In seinen späten Lebensjahren stellte Stacy Woodard in Texas und Louisiana eine Reihe von Kurzfilmen für die Firma Shell her. Schließlich diente er als Sekretär und Schatzmeister der Woodard Productions Inc., deren Präsident Stacys Bruder Horace war. Stacy Woodard starb 39-jährig in Knickerbocker Village (New York) im Hause eines Freundes eines natürlichen Todes, wie der Leichenbeschauer feststellte.